# Crying Song (album)
| Recensione | Giudizio |
| ---------- | -------- |
| AllMusic   |          |

Crying Song è un album di Hubert Laws, pubblicato dall'etichetta discografica CTI Records nell'aprile del 1970.

## Tracce

### LP
Lato A
1. La Jean – 2:30 (musica: Johnny Christopher) – Registrato il 24 luglio 1969 al American Sound Studios di Memphis, Tennessee
2. Love Is Blue* / Sing a Rainbow** – 3:20 (testo: Pierre Cour*; adattamento in lingua inglese di Bryan Blackburn* – musica: André Popp* / Arthur Hamilton**) – Registrato il 24 luglio 1969 al American Sound Studios di Memphis, Tennessee
3. Crying Song (from the Motion Picture "More") – 4:50 (musica: Roger Waters) – Registrato il 23 settembre 1969 al Van Gelder Studio di Englewood Cliffs, New Jersey
4. Listen to the Band – 3:20 (musica: Michael Nesmith) – Registrato il 23 luglio 1969 al American Sound Studios di Memphis, Tennessee
5. I've Gotta Get a Message to You – 3:05 (testo: Robin Gibb – musica: Barry Gibb, Maurice Gibb) – Registrato il 23 luglio 1969 al American Sound Studios di Memphis, Tennessee

Lato B
1. Feelin' Alright? – 2:30 (Dave Mason) – Registrato il 24 luglio 1969 al American Sound Studios di Memphis, Tennessee
2. Cymbaline (from the Motion Picture "More") – 3:55 (musica: Roger Waters) – Registrato il 24 settembre 1969 al Van Gelder Studio di Englewood Cliffs, New Jersey
3. How Long Will It Be? – 5:50 (musica: Hubert Laws) – Registrato il 24 settembre 1969 al Van Gelder Studio di Englewood Cliffs, New Jersey
4. Let It Be – 3:30 (John Lennon, Paul McCartney) – Registrato il 24 luglio 1969 al American Sound Studios di Memphis, Tennessee

## Musicisti
- Hubert Laws – flauto (in tutti i brani)

La Jean / Love Is Blue / Sing a Rainbow / Listen to the Band / I've Gotta Get a Message to You / Feelin' Alright? / Let It Be
- Mike Leech – contrabbasso
- Gene Chrisman – batteria
- Reggie Young – chitarra
- Bobby Emmons – organo
- Bobby Wood – pianoforte
- Ed Shaughnessy – tabla, percussioni (sand blocks) (brano: Feelin' Alright?)

Altri musicisti
- Arrangiamento strumenti a fiato di Glen Spreen e Mike Leech
- Garnett Brown – trombone
- Tony Studd – trombone
- Ernie Royal – tromba, flicorno
- Marvin Stamm – tromba, flicorno
- Art Clarke – sassofono
- Seldon Powell – sassofono
- Strumenti ad arco aggiunti sotto l'arrangiamento di Bob James (nei brani: La Jean e Love Is Blue / Sing a Rainbow)
- Lewis Eley – violino
- Paul Gershman – violino
- George Ockner – violino
- Gene Orloff – violino
- Raoul Polliakoff – violino
- Matthew Raimondi – violino
- Sylvan Shulman – violino
- Avram Weiss – violino
- Charles McCracken – violoncello
- George Ricci – violoncello

Crying Song / Cymbaline / How Long Will It Be?
- Ron Carter – contrabbasso
- Bill Cobham – batteria (brano: Crying Song)
- Grady Tate – batteria (brani: Cymbaline / How Long Will It Be?)
- George Benson – chitarra
- Bob James – organo, pianoforte

Note aggiuntive
- Creed Taylor – produttore
- Registrazioni effettuate il 23 e 24 luglio 1969 al American Sound Studios di Memphis, Tennessee e il 23 e 24 settembre 1969 al Van Gelder Studios, Englewood Cliffs, New Jersey
- Tom Cogbill – ingegnere delle registrazioni e direttore musicale (American Sound Studios)
- Rudy Van Gelder – ingegnere delle registrazioni (Van Gelder Studio)
- Price Givens – foto copertina album originale
- Tony Lane – design copertina album originale [3]